# 黑冰 (电视剧)
《黑冰》，是一部中国大陆于2001年播出的20集缉毒刑侦类电视剧，其根据由作家张成功创作、公安部群众出版社出版的同名小说改编，由王冀邢执导，张成功等编剧，石兆琪和瞿新华制片，王志文、蒋雯丽、田海蓉、师小红等人主演。本剧由上海市公安局、上海市南汇县人民政府、上海蓝星广告传播有限公司、上海文化发展有限公司和上海东方电视台联合摄制，主要拍摄地点为上海。
2000年，中國公安機關首次开展打黑除恶专项斗争。在这一背景下，中国大陆拍摄、制作了大量“打黑剧”，本剧即是其一。2001年播出的《黑冰》、《黑洞》，2003年《黑雾》被称为“黑色三部曲”，三部剧皆是由张成功参与编剧。

## 剧情
剧中故事发生在21世纪初期的一座位于中国东部沿海的虚构城市海州市。当地知名企业家、海归化学博士郭小鹏联合其手下借海州药业集团之外壳于暗中大量制造并走私冰毒（即甲基苯丙胺），引起国家及国际刑警组织的注意。随后警方派出女警官鲁晓飞假借香港大型财团的全权代表汪静雯之身份潜入海州药业集团，执行一系列卧底侦查任务。双方进行了一系列惊险的斗智斗勇，最后使郭小鹏等涉案犯罪嫌疑人被绳之以法并使其背后的国内外制贩毒品产业链被摧毁。

## 演职表

### 职员表
- 总顾问：吴志明、白文华
- 总监制：周国雄、陈德昌、沈明昌
- 总策划：吴延安、朱英磊
- 出品人：胡劲军、唐海东、张雪村、王志芳
- 制片人：石兆琪、瞿新华
- 编剧：张成功、钟道新
- 导演：王冀邢
- 监制：叶海坚、郭建新、黄秋源
- 策划：肖红、邱鸿福、朱伟明、李贵荣、潘卫东、陈位其
- 统筹：凌澜、皮平平、周伟杰
- 作曲：李海鹰
- 录音：徐鸿
- 摄影：高子逸
- 美术设计：胡宗
- 执行导演：井岗
- 剪辑：庄成莉
- 副导演：秦晔、李勃阳
- 照明设计：杨义孝
- 化妆设计：王朔朔
- 道具设计：黄裕国
- 服装：倪莉萍
- 枪械：吕立华、刘亿林
- 烟火：苏雄飞、钱建龙
- 场记：赵霞
- 摄影助理：张久利、葛锦富
- 美术助理：王征
- 录音助理：陈鸣、程国书
- 照明助理：姚志民、杨刘成
- 化妆助理：翟铭
- 服装助理：陶静
- 道具助理：孙强、姜中、黄裕年
- 视频技术：朱建芳、徐慧琳、阮波
- 音频技术：孙浩
- 主题曲：《对视》
- 作曲：李海鹰
- 作词：梁芒
- 演唱：孙楠
- 制片：徐士健、邹向东、黄培杰
- 制片主任：石兆琪、刘伟生
- 法律顾问：马仲器
- 剧照摄影：赵荣
- 旁白：王志文

### 演员表及主要角色介绍
- 王志文 饰 郭小鹏
  - 本剧男主角，海州药业集团董事长兼总裁，理工科出身，毕业于美国普林斯顿大学，化学博士学位，财力雄厚。实为大毒枭，其借海州药业集团的外壳在暗地制售大量改良工艺后冰毒成品。
  - 童年经历坎坷，父亲早逝，由母亲带其改嫁入当地高干林子烈家。其后与母亲在林家受到继父及其子林小强的长期蔑视和羞辱，因而痛恨林家父子。也因身世原因而对母亲孝顺异常，甚至最后走投无路时仍愿涉险赶至母亲身边叩头告别。
  - 外表儒雅斯文，知识丰富，健谈且精于企业管理。内心因童年惨痛过往而阴暗不堪，也因此走上制毒贩毒之道路以报复社会。其实施犯罪有谋划、有策略，能运用网络等新兴科技并具备一定反侦察能力，属于高智商、高财力、高水平犯罪分子。
  - 深度洞察社会及人性，知晓人之弱点。因缺失安全感而对周遭环境信任度低，身边仅仅信任亲生弟弟林小亮和司机段海。
  - 对于背叛伤害自己和存在利益冲突的人心狠手辣不留情面。曾联合情人刘眉使林小强沾染毒品并入狱，后于林小强越狱逃回海州找其寻仇时设计圈套将其害死。也策划或亲手杀害了杨秋、陈然等人。
  - 原与刘眉恋爱，被刘痴情追求，实则视其为可利用之工具。自汪静雯进入集团后逐渐对汪萌生好感，甚至不顾其可能的警察身份而对其公开集团核心机密。后期更直言爱上汪并要带其远走高飞，也因此受到刘眉的嫉恨。
  - 最终被绳之以法，以故意杀人、制贩毒品等罪名被判处死刑并执行枪决。
- 蒋雯丽 饰 鲁晓飞（汪静雯）
  - 本剧女主角，女性缉毒警察，毕业于警察院校。上学时曾与李新建恋爱。其父亲亦为缉私警察，于执行任务时被杀害，奠定了其从警的志向。
  - 接受上级命令假借“香港华龙集团的全权代表”之身份并化名“汪静雯”进入海州药业集团内部卧底，担任海州大厦总经理、药业集团副董事长等职务。其受命数字化郭小鹏贩毒案件中的各种要素。官方代号为“海燕”。
  - 业务能力一流。机智果敢，身心素质均强，善于分析问题并与目标周旋，且身怀非凡武艺。曾数次面临身份暴露、性命攸关之危机，均被其一一化解。
  - 能巧妙利用人性，软硬兼施，使陈然、费经纬等人向其公开所需信息。
  - 熟知人之心理，多次以退为进，辗转迂回，令郭小鹏对其倾心直到爱慕。也因此将郭逐步掌控于手中，全面掌握其行事风格和性格特点，最终得以将其犯罪集团摧毁。
  - 因与郭小鹏愈发的关系暧昧频频引发刘眉的嫉恨和报复。
- 田海蓉 饰 刘眉
  - 原海州大厦总经理，在林小强入狱后接替其位置。大学本科学历，年轻有为而富有姿色，为海州药业之创业元老，汪静雯到来后转任集团总裁助理。
  - 原为郭小鹏女友，对其痴心爱慕并倾心付出，甘愿受其利用摆布。其被郭接连利用将林小强、杨秋等人清除。
  - 在汪静雯到来并与郭小鹏逐渐来往密切之后嫉恨异常，频频出手对汪陷害打击。认清郭的心思后出于报复的心理转而与杨春相恋，但仍不放弃对郭的执念。
  - 身为女性但心狠手辣，常利用色相引诱目标，为杨秋、吕安、卢辉等数起凶杀案的主谋及凶手。具备胆识，曾只身赴新疆为制毒寻找原料。
  - 被绳之以法后以故意杀人等罪名被判处死刑，后因郭小鹏设计在狱中怀孕，逃过一死，最终被改判无期徒刑。
- 王卫平 饰 林小强
  - 前市委书记林子烈之长子，林小亮之同父异母的哥哥，海州大厦原总经理，与郭小鹏名为兄弟但无血缘关系。
  - 性格狠辣，做事缺乏底线。年少时曾在家中百般歧视欺侮郭小鹏并骚扰其母，因而为郭小鹏所痛恨，是郭小鹏阴暗心理的主要成因。
  - 成年后被郭小鹏联合刘眉引诱沾染上毒品，尔后又被看重仕途的父亲大义灭亲送进监狱，前往新疆劳改农场服刑。
  - 精于识人用人，在新疆劳改处利用狱友和看守的可趁之机持枪越狱，逃回海州找郭小鹏和刘眉复仇，但被郭小鹏反手设计，重新染上毒瘾，于一地下车库被警方击毙。
- 邵汶 饰 林小亮
  - 郭小鹏的异父胞弟，林小强同父异母的弟弟。为海州药业总裁助理，辅佐郭小鹏，常为其办事。
  - 玩世不恭，胸无大志，沉湎酒色，曾因聚众嫖娼被拘留。与兄长一样心狠手辣，常急于除掉具威胁之人。
  - 性格单纯，有果敢忠义的一面，曾远赴新疆暗地保护刘眉。对两位兄长尤其是郭小鹏忠心耿耿，但在兄长的冲突之中难以抉择，为郭所忌惮。曾在林小强越狱逃回海州时对其提供经济支持。
  - 最终在与警方的枪战中殒命。
- 石兆琪 饰 段海
  - 郭小鹏的司机兼保镖，沉默寡言，办事得力，为郭最信任的人之一，曾为郭负伤。
  - 实为卧底警察，最终在收网时刻暴露身份，但在警匪枪战中牺牲。
- 向梅 饰 郭小鹏母亲
  - 原越剧名旦，容貌美艳。郭小鹏和林小亮的亲生母亲，于原配丈夫去世后带郭小鹏嫁入林子烈家。曾被林小强所骚扰，此令郭小鹏痛恨。
  - 为郭小鹏所真心孝顺，但总因颠沛身世认为自己对不住郭。
  - 洞察力强，知晓郭小鹏性格的弱点，也曾委婉提醒郭小鹏提防汪静雯。
  - 最后在与郭小鹏告别后的次日逝世。
- 刘家桢 饰 费经纬
  - 海州药业集团总工程师，高学历知识分子，与郭小鹏交情深厚，是海州药业集团的创业元老。
  - 洞察力强，知晓郭小鹏假借药厂制毒的真相及汪静雯的真实身份，并在良心发现下及时将所知的涉毒内幕告知汪，因而未受案件牵连。小说中于郭小鹏伏法后接管海州药业集团。
- 赵宝刚 饰 吕安
  - 原海州大厦副总经理，受刘眉指使，雇佣杀手谋害杨秋。
  - 在杨秋死后被迅速杀人灭口。
- 吕凉 饰 毕部长
  - 海州药业集团财务部长，在财会领域从业多年，经验丰富，深谙偷税漏税之道。
  - 好色，喜爱翻阅色情杂志。嗜好喝酒及吃狗肉，曾对汪静雯有非分之想并用假资料诱骗其到家中，后反被汪制服。
- 严志平 饰 陈然 
  - 海州药业集团计算机中心主管，为郭小鹏身边的信息技术助手。长相与郭小鹏有几分相似，因此最终遭杀身之祸。
  - 表面清高斯文，实则利欲熏心。曾私下对外提供海州药业的商业机密，但被汪静雯发觉，之后便受汪胁迫向其公开所掌控的集团核心数据。
  - 发觉郭小鹏开始批量制造毒品后借口离职，并从集团账上取走不菲钱款，以化名隐居于厦门。
  - 最终被逃跑中的郭小鹏循迹找到并毒杀后被其毁容，伪造成郭小鹏自杀的假象。郭则借用其衣着、化名及身份证乘飞机飞往云南边境。
- 刘交心 饰 张啸华
  - 海州市公安局长，拥有深厚警界资历和能力。
  - 性格沉稳但不失果断，心思缜密，知晓鲁晓飞卧底的真实情况，故常使用迂回战术以退为进侦办海州毒品案，也因此常与较为冲动的李新建意见相左。
- 师小红 饰 李新建 
  - 海州市公安局刑警支队队长，毕业于警察院校，与鲁晓飞是同学并曾经相恋。
  - 业务素质良好，嫉恶如仇，行动果断，常及时出现于关键场合。但也常有因考虑不周而导致的鲁莽。
  - 在鲁晓飞突然来到海州后一度想与其再续前缘，但碍于现实中的种种挑战，最终未能遂愿。
- 侯堃 饰 强民
  - 海州市公安局刑警，李新建的下属兼同伴。
  - 业务素质过硬，机智灵活，曾涉险进入麻黄素加工厂卧底，并成功通过其残酷的压力测试。后协助将其捣毁。
  - 知晓李新建性格之弱点，常与其交心，并予以开导。
- 林栋甫 饰 郭援朝（G先生）
  - 国际大毒枭，身世复杂，活跃于东南亚金三角地区及中国云南、西藏等地，是联合国缉毒署和国际刑警组织通缉的要犯。中国官方对其知之甚少。
  - 掌控从云南经东南亚至香港出国的运毒渠道，因此被郭小鹏看中合作。
  - 处事圆滑，阅历深厚，但不安全感强，曾因情报数易与郭小鹏会面的地点并对汪静雯采取行动。
  - 最终在香港机场准备出境时被捕。
- 米学东 饰 杨春/杨秋
  - 杨春与杨秋原为海州春秋兄弟影业的创始人，实则经营毒品生意。弟弟杨秋因与郭小鹏在海州毒品市场上的利益冲突而被其指使刘眉诱杀。哥哥杨春因此从美国赶回海州寻仇。
  - （杨春）性格痞气市侩，常使用枪支等武器。曾置身潜入家中谋杀刘眉未遂。和铁孜有所交情，曾与其预谋奸杀只身赴新疆的刘眉。
  - 后期受色相诱惑，抛下杀弟之仇与刘眉相恋，两人联手使逃狱的林小强再次沾染上毒品。
  - 在刘眉被捕后，受郭小鹏指使故意犯罪进入看守所中，将自身精液通过被收买的狱警贾斯冬传给同在狱中的刘眉，使其怀孕逃过一死。
  - 最终被判处死刑并执行枪决。
- 刘波 饰 铁孜
  - 新疆毒贩，手中有大量麻黄素资源，有数次涉毒前科。
  - 好色且心狠手辣，曾想强暴只身来谈生意的刘眉，但被潜伏的林小亮制服。
  - 前往海州运送麻黄素时被捕，后被判处死刑，执行枪决。
- 友情出演：杨绍林、崔杰、赵宝刚、王诗槐、李勃阳、吴云芳、许承先、凌澜、张鸿鑫、陆丁于、张小亲、王绍光、徐阜、袁国庆、徐为平、何雁、张国庆、陈勇庆、杨明、石稼荣、张明煜、海波、海飞、计一彪、顾春荣